# لو ریوین
لِـوْ ریوین (لهستانی: Lew Rywin؛ زادهٔ ۱۰ نوامبر ۱۹۴۵) بازیگر و تهیه‌کننده فیلم اهل لهستان است.
از فیلم‌ها یا مجموعه‌های تلویزیونی که وی در آن‌ها نقش داشته‌است، می‌توان به سارا، برادر الهی ما، به تاخت، جادوگر (فیلم)، پان تادئوش و پورنوگرافی اشاره نمود.